# جيولا ألبرتي
جيولا ألبرتي كيسزل (24 أبريل 1903 - 9 أبريل 1942) هو لاعب كرة قدم مجري لعب كحارس مرمى لنادي ريال مدريد. اشتهر بكونه أول لاعب كرة قدم أجنبي محترف يظهر لأول مرة بقميص نادي مدريد.

## المسيرة الكروية
وُلِد جيولا كيسل في ديبريسن، المجر، وبدأ مسيرته كحارس مرمى لنادي بوكساي الرياضي في مسقط رأسه، ولكن في عام 1934، وفي سن الثالثة والعشرين، أحضره ريال مدريد إلى إسبانيا، وبذلك أصبح أول لاعب كرة قدم محترف أجنبي يظهر لأول مرة بقميص الفريق الأبيض. وصل إلى ريال مدريد ليحل محل حارس مرمى أسطوري آخر، ريكاردو زامورا، الذي كان بالفعل في نهاية مسيرته المهنية النشطة. لعب لفريق مدريد موسمين بمجموع عشرين مباراة في الدوري. كما ساعد النادي على الفوز بكأس ملك إسبانيا مرة واحدة، في عام 1936. لقد أسعد السكان المحليين والغرباء بأسلوبه، حيث قام بتدخلات مستحيلة تحت المرمى وخرج من إطاره بثقة كبيرة وشجاعة.
بعد اندلاع الحرب الأهلية الإسبانية، وقع عقدًا مع نادي لوهافر الفرنسي، حيث لعب موسمين (1936-1937 و1937-1938). عندما انتهت الحرب، عاد إلى إسبانيا حيث أمضى فترة قصيرة في ريال يونيون، حيث أمضى بضعة أشهر قبل الانضمام إلى راسينغ كلوب دي فيرول، وهو النادي الذي جاء إليه للعب نهائي كأس الجنرال عام 1939 ضد نادي إشبيلية، حيث استقبل 6 أهداف في خسارة 2-6، بما في ذلك ثلاثية من كامبانال الأول.
وفي صيف عام 1939، وقع عقدًا مع نادي سيلتا فيغو، حيث لعب لمدة موسمين. في عامه الأول مع فيجو، ساعد الأداء الرائع الذي قدمه جيولا سيلتا في البقاء في الدوري الممتاز، وفي موسمه الثاني لعب مرة أخرى دورًا حاسمًا في إنقاذ سيلتا من الهبوط. تكيف جيولا مع فيجو بسهولة، لدرجة أنه في عام 1941، بعد مغادرته للنادي، أنشأ مشروع كافتيريا في شارع كولون، والذي أطلق عليه اسم نادي البار، حيث ستقع مكاتب سيلتا في وقت لاحق. في عام 1941، تم نقله إلى نادي غرناطة، الذي تمت ترقيته مؤخرًا إلى الدرجة الأولى الإسبانية. وسرعان ما أسر قلوب المشجعين بمواقفه وعاداته الغريبة مثل أكل البرتقال أثناء المباريات أو عصره لشرب العصير.
في ربيع عام 1942، مرض جيولا. بدأ يعاني من آلام في المعدة واضطر للخضوع لعملية جراحية. أُجبر على التقاعد بسبب مرضه، حمى التيفوئيد، والذي كان سبب وفاته بعد شهر واحد فقط، في 9 أبريل 1942، عن عمر يناهز الثلاثين، في مصحة بوريسيما، برفقة أفراد عائلته وباكو برو. تشير بعض المصادر إلى أن سبب وفاته المبكرة ربما كان إصابة ناجمة عن تدخلات كامبانال لاعب إشبيلية في مباراة سابقة.

## الأوسمة
ريال مدريد
- بطولة المنطقة المركزية :
  - الفائزون (1) : 1935–36
- كأس ملك إسبانيا :
  - الفائزون (2) : 1934 و 1936

راسينغ دي فيرول
- كأس ملك إسبانيا :
  - الوصيف (1) : 1939